# Charlotte Corday

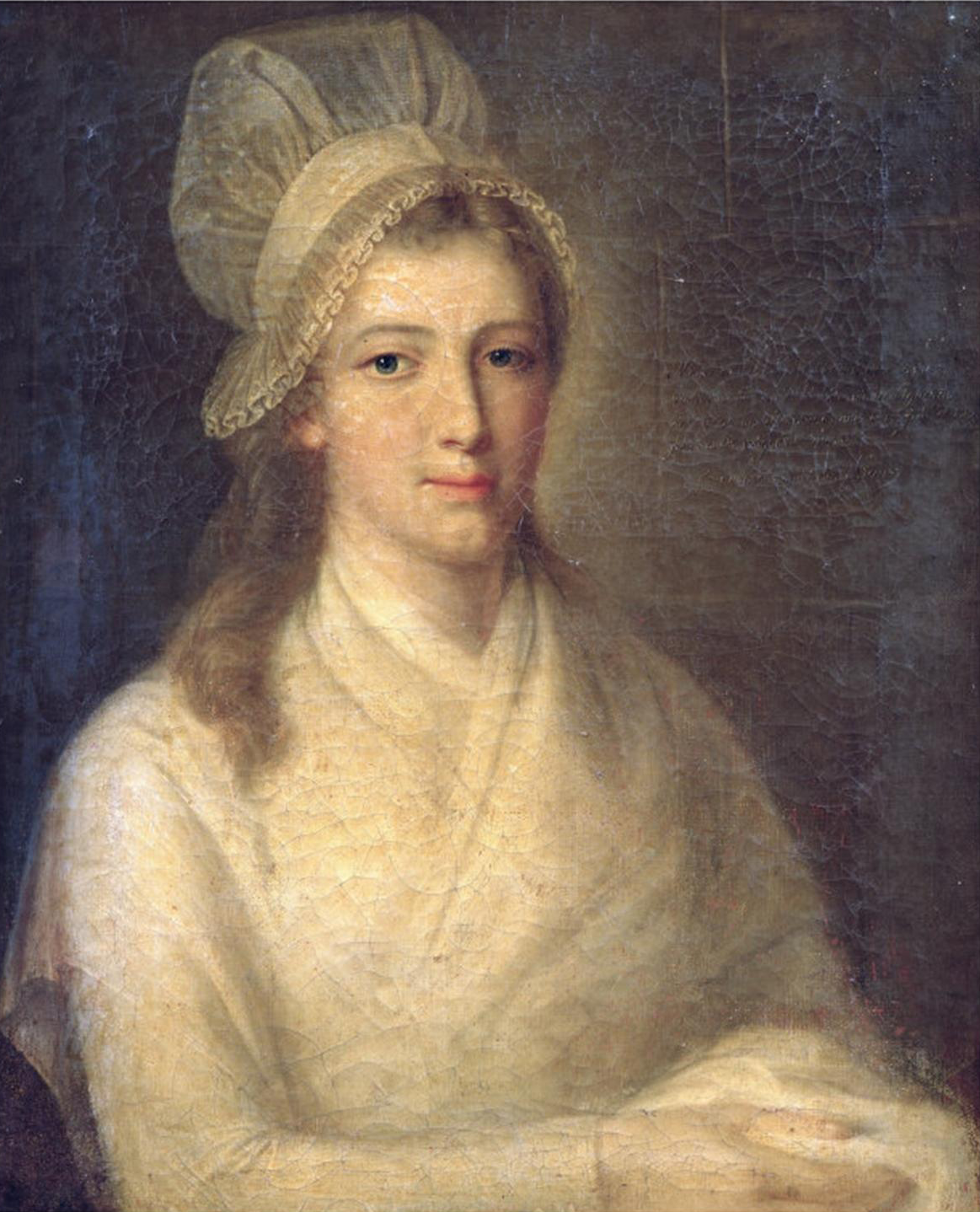
Charlotte Marie-Anne Corday

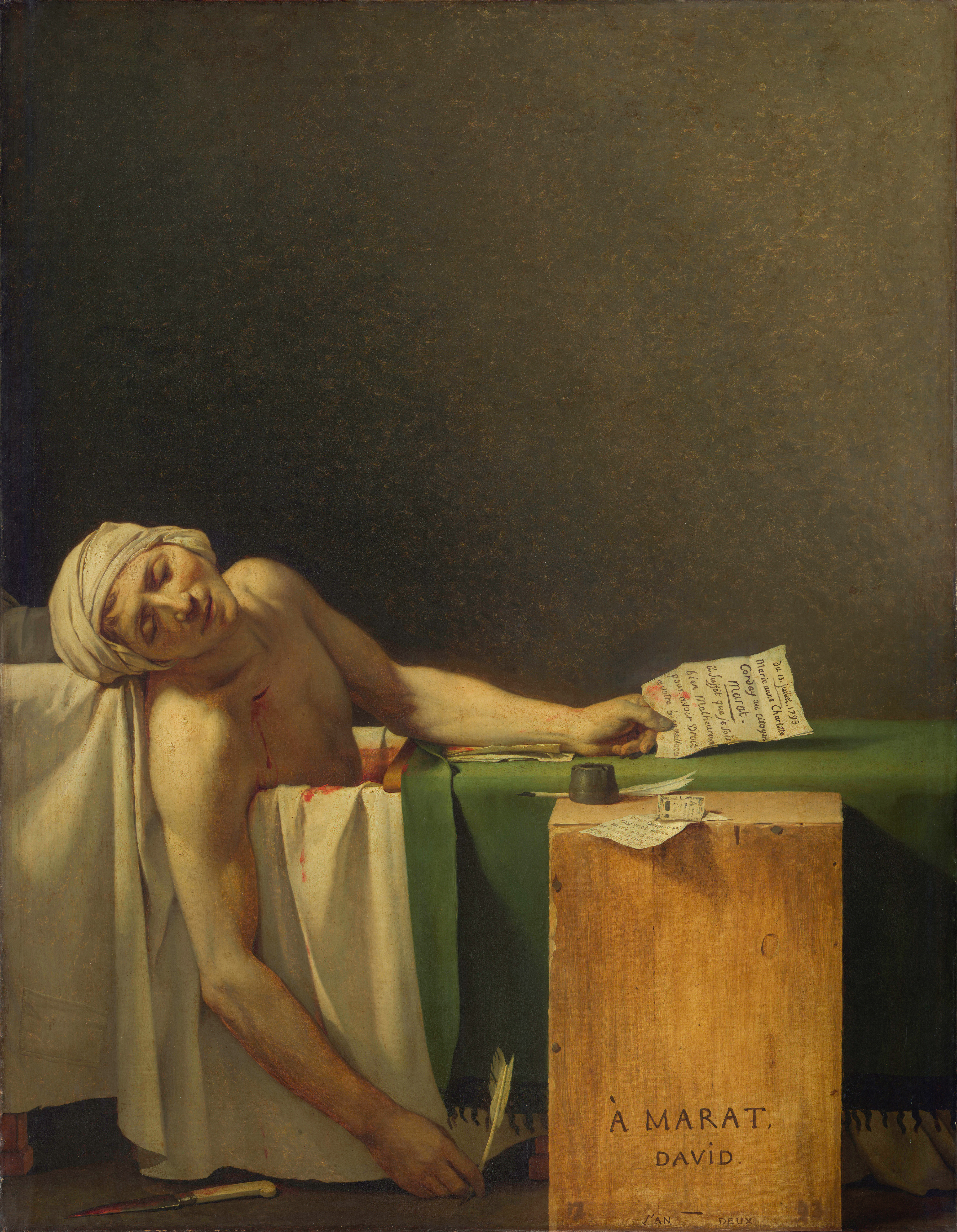
Jacques-Louis David: Der Tod des Marat (1793)

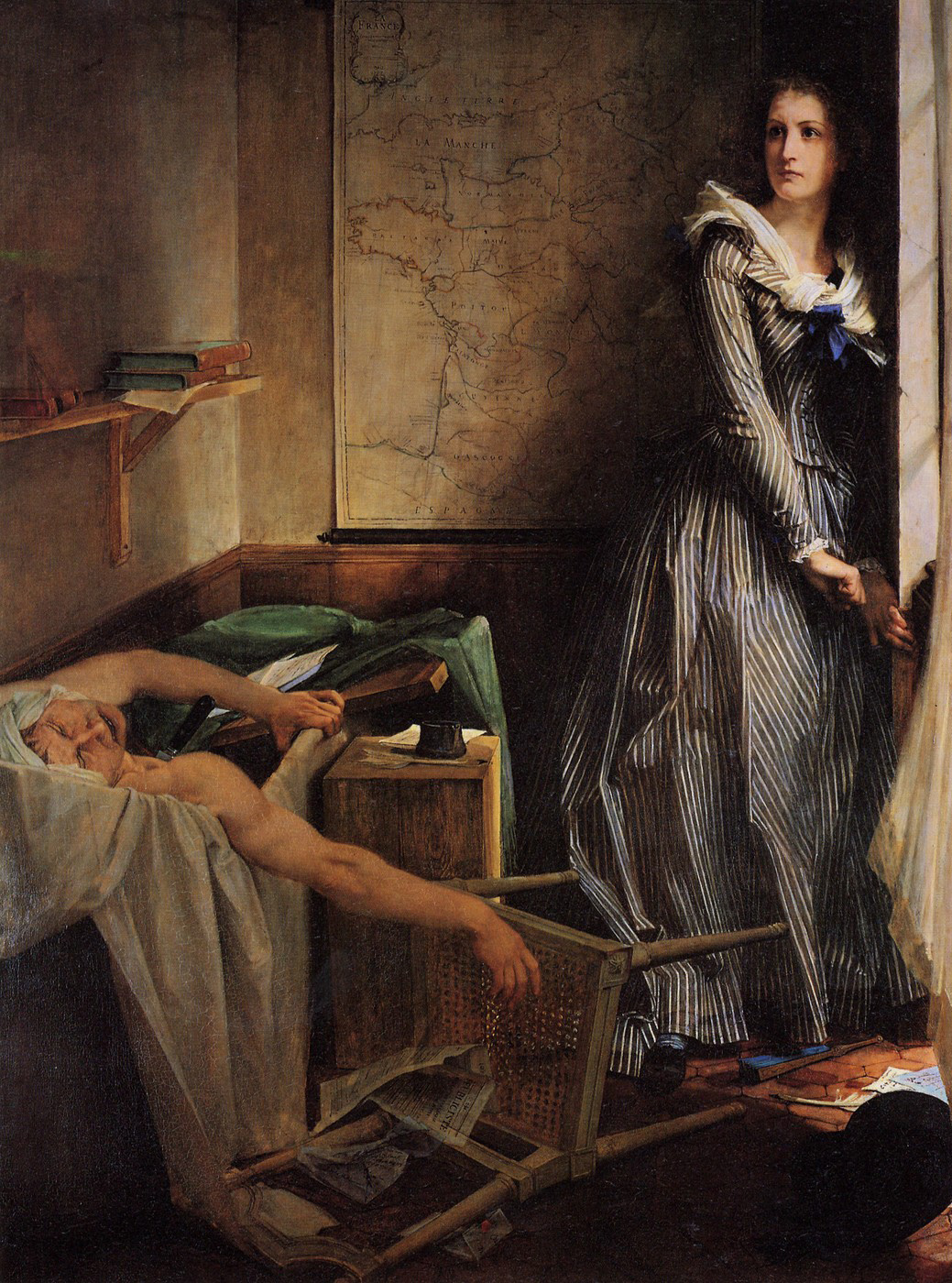
Paul Baudry: Charlotte Marie-Anne Corday (1858)

Marie Anne Charlotte Corday d’Armont, kurz Charlotte Corday (deutsch zeitgenössisch auch Scharlotte Korday; * 27. Juli 1768 in Les Ligneries, Normandie, Frankreich; † 17. Juli 1793 in Paris), war eine französische Adlige und Nachfahrin des Dramatikers Pierre Corneille. Sie erlangte während der Französischen Revolution durch den Mord an dem radikalen Journalisten, Politiker und Naturwissenschaftler Jean Paul Marat Berühmtheit. Vier Tage nach ihrem Attentat wurde sie guillotiniert.

## Abstammung und Jugend
Marie Anne Charlotte Corday d’Armont wird meist kurz als Charlotte Corday bezeichnet, obwohl sie selbst ihre Korrespondenz stets mit Marie Corday oder nur mit Corday signierte. Einer verarmten Familie des alten normannischen Kleinadels entstammend, war sie die zweite Tochter von Jacques-François de Corday d’Armont (1737–1798) und seiner Cousine und Gattin Charlotte-Jacqueline-Marie de Gautier des Authieux de Mesnival. Sie wurde in der ehemaligen Ortschaft Les Ligneries im Weiler Ronceray geboren und in der Kirche Saint-Saturnin getauft. Sie hatte zwei Brüder, Jacques-François-Alexis (* 15. Januar 1765; † 15. Februar 1809) und Charles-Jacques-François (1774–1795), sowie zwei Schwestern, Marie-Charlotte-Jacqueline (1766–1774), die als Kind starb, und Jacqueline-Jeanne-Éléonore (1770–1806). In den 1770er Jahren zog sie mit ihren Eltern in die nächste größere Stadt Caen um. Ihr Vater, sechstes Kind von Jacques-Adrien de Corday und Marie de Belleau, hatte als Leutnant in der Armee des französischen Königs gedient und war um 1763 aus dem Militärdienst ausgeschieden. Er war Opfer der Erstgeburtsgesetze, deretwegen er in für seinen Stand sehr bescheidenen finanziellen Verhältnissen leben musste. In einer Schrift L’égalité des partages, fille de la justice wandte er sich 1790 gegen das Erstgeburtsrecht.
Charlotte Cordays Mutter starb bereits am 8. April 1782 im Kindbett. Nachdem sich der Vater vergeblich um einen Platz für seine Töchter in dem prestigeträchtigen Maison de Saint-Cyr bemüht hatte, konnte er die damals 13-jährige Charlotte und ihre jüngere Schwester in Caen in der Abtei Sainte-Trinité (gewöhnlich Abbaye-aux-Dames genannt) unterbringen, in der eine von Charlotte Cordays Tanten, Madame de Louvagny, als Nonne lebte. Indessen war die Abtei keine Erziehungsanstalt, und nur der König hatte das Recht, hier fünf dem armen normannischen Adel angehörige Mädchen beherbergen zu lassen. Die Gunst, seine Töchter aufzunehmen, wurde Jacques-François de Corday wohl dank der Vermittlung von Madame de Pontécoulant, der Stellvertreterin der Äbtissin Madame de Belsunce, gewährt.
Charlotte Corday freundete sich mit zwei Mitschülerinnen, Mademoiselle de Faudois und Mademoiselle de Forbin, an. Laut einem Brief von Madame de Pontécoulant ließ sie sich nicht anmerken, wenn sie einmal krank war. Sie genoss relativ viele Freiheiten und entwickelte einen stolzen, energischen und selbständigen Charakter. Royalistisch gesinnte Autoren dichteten ihr eine Liebesbeziehung zum jungen de Belsunce, dem Neffen der Äbtissin, an. Früh wurde sie mit den Ideen der Aufklärung vertraut. In der Klosterbibliothek las sie u. a. die Bibel sowie Werke von Guillaume Thomas François Raynal, Jean-Jacques Rousseau und Voltaire. Möglicherweise wurde sie bei ihrem späteren Attentat auf Marat durch die Figur der alttestamentlichen Judith inspiriert. Beispielhaft dürften für sie auch in Plutarchs Viten beschriebene, republikanisch gesinnte antike Helden gewesen sein.
Die Abtei wurde am 1. März 1791 im Zuge der Französischen Revolution aufgelöst, und die nunmehr 22-jährige Charlotte Corday kehrte zu ihrem Vater zurück. Dieser war ein gemäßigter Royalist, während seine Tochter die 1789 ausgebrochene Französische Revolution zunächst begrüßte. Im Juni 1791 zog sie nach Caen zu einer reichen, einsamen und verwitweten Tante, Madame Le Coustellier de Bretteville-Gouville, deren Gesellschafterin sie wurde. Charlotte Cordays beide Brüder waren eifrige Royalisten und emigrierten Ende 1791. Beim Abschiedsessen für ihren älteren Bruder, der nach Koblenz aufbrach, weigerte sie sich, auf die Gesundheit Ludwigs XVI. zu trinken, da er ein schwacher König sei.

## Marats Ermordung

### Mögliche Motive
In der Anfangsphase der Französischen Revolution hatten die gemäßigten Republikaner, die Girondisten, das politische Übergewicht. Diese Partei, mit der Charlotte Corday sympathisierte, verlor ihren Einfluss aber immer mehr an die radikale jakobinische Bergpartei (Montagnards). In Caen erlebte Charlotte Corday die politischen Kämpfe aus der Sicht der Provinz, die zu den Girondisten tendierte und den extremen Montagnards abgeneigt war. Sie las gemäßigte Journale wie den Courrier français und das Journal von Charles Frédéric Perlet. Im Laufe der immer gewaltsamer werdenden Ausschreitungen sah sie ihre aufklärerischen Ideale verraten. Ende Mai/Anfang Juni 1793 wurde der Nationalkonvent von bewaffneten Sansculotten umstellt und durch diese Machtdemonstration die Girondisten gestürzt. 18 ihrer geächteten Vertreter flohen nach Caen, wo sie vorerst sicher waren. Dort hielten sie politische Versammlungen ab und planten, bewaffneten Widerstand gegen die Jakobiner zu leisten. Zu ihnen gehörten bedeutende Deputierte wie Buzot, Salle, Pétion, Barbaroux und Louvet.
Einigen Treffen der in Caen versammelten Girondisten wohnte die als attraktive, brünette Frau geschilderte Charlotte Corday bei und war über die Wirren, die ihr Vaterland erschütterten, anscheinend tief bewegt. Sie entschied sich, selbst und allein zu versuchen, das Blutregime der Jakobiner zu beenden. Einen Führer der Jakobiner, Jean Paul Marat, betrachtete sie als den Hauptübeltäter, der durch seine Nähe zum Volk dieses manipuliere und es zu unzivilisierten Gräueltaten und Morden aufhetze, so etwa in seiner verbreiteten Zeitschrift L’Ami du Peuple. Nun wollte sie Marat, die in ihren Augen treibende Kraft hinter den Septembermorden und der Vernichtung der Girondisten, und damit also den Hauptverantwortlichen für die Schreckensherrschaft, töten. Offenbar glaubte sie, dass die alleinige Beseitigung des ohnehin bereits sehr kranken Marat, dessen Einfluss sie weit überschätzte, genüge, um eine Konterrevolution einzuleiten und Frankreich so zu retten. Sie hielt ihre vielleicht schon seit längerem geplante Mordtat nicht für einen kriminellen, sondern – wie sie in ihrem anschließenden Prozess betonte – patriotischen Akt, um einen Beitrag zur Wiederherstellung des Friedens in ihrem Vaterland zu leisten. Dafür war sie bereit, ihr Leben zu opfern. Ihren Mitbürgern warf sie in einem im Gefängnis verfassten Brief mangelnde Zivilcourage vor.

### Ablauf des Attentats
Um möglichst große Aufmerksamkeit zu erzielen und anderen Patrioten als Beispiel zu dienen, hatte Charlotte Corday vor, Marat am 14. Juli, dem Jahrestag des Sturms auf die Bastille, in der Öffentlichkeit zu erstechen. Sie wandte sich am 7. Juli 1793 an den in Caen weilenden Girondisten Charles Barbaroux und erhielt von ihm ein Empfehlungsschreiben für dessen noch im Konvent sitzenden Freund, den Deputierten Claude Romain Lauze de Perret. Durch diesen erhoffte sie sich, Einlass in den Konvent zu erhalten, in dem sie Marat inmitten von dessen Genossen zu ermorden beabsichtigte. Sie gab gegenüber Barbaroux vor, sich für ihre Jugendfreundin Mademoiselle de Forbin einsetzen zu wollen, die als einstige Kanonikerin ihre Rente nicht erhielt. Ihren mittlerweile in der Rue du Beigle in Argentan lebenden, nichtsahnenden Vater suchte sie nicht persönlich auf, um ihm Lebewohl zu sagen, sondern schrieb ihm stattdessen, dass sie nach England auswandere, da sie sich in Frankreich schon seit langem nicht mehr ruhig und glücklich fühle. Als Grund für diesen Schwindel gab sie bei späteren Befragungen an, dass sie geglaubt habe, nach dem von ihr geplanten öffentlichen Mord an Marat sofort von dessen Anhängern in Stücke gerissen zu werden, ohne dass ihr Name je bekannt geworden wäre; so hätte sie ihre Familie heraushalten können.
Bereits im April 1793 hatte sich Charlotte Corday einen Reisepass für Paris besorgt. Am 9. Juli desselben Jahres fuhr sie von Caen, wo sie bei ihrer Tante gelebt hatte, in einer Postkutsche nach Paris. Laut ihrer Darstellung soll ihr ein junger Mann während der Reise einen Heiratsantrag gemacht haben, den sie ablehnte. Nach ihrer Ankunft in Paris am Mittag des 11. Juli bezog sie im Hôtel de la Providence in der Rue des Vieux-Augustins Nr. 17 Quartier. Mit Barbaroux’ Empfehlungsbrief begab sie sich am nächsten Tag zu Lauze de Perret, der ihr mitteilte, dass Marat wegen seines Hautleidens stets daheimblieb und nicht mehr im Konvent erschien. So musste sie ihren ursprünglichen Mordplan aufgeben und stattdessen versuchen, in Marats Wohnung zu gelangen und ihn dort zu erdolchen.
Am Morgen des 13. Juli 1793 erstand Charlotte Corday unter den Arkaden des Palais Royal um 40 Sous ein Küchenmesser mit einer 20 Zentimeter langen Klinge und einer Scheide. In ihrem Hotelzimmer schrieb sie die Adresse aux Français amis des lois et de la paix (An Frankreichs Freunde von Recht und Frieden), in der sie Marat als Urheber aller damals in Frankreich herrschender Übel beschuldigte und ihre geplante Tat erklärte. Unter dem Vorwand, dass sie einige Girondisten aus ihrer Heimatstadt Caen, einer Hochburg der Konterrevolution, denunzieren wolle, suchte sie Marat am Mittag des 13. Juli in dessen Domizil in der Rue des Cordeliers Nr. 20 auf. Simone Évrard, Marats Lebensgefährtin, war jedoch misstrauisch und verweigerte ihr zweimal den Eintritt. Corday fuhr zurück in ihr Hotel, bat Marat schriftlich um eine Unterredung und fuhr noch am Abend desselben Tages zurück zu Marats Wohnung, ohne Antwort erhalten zu haben.
So kam Charlotte Corday, mit einem weißen Kleid und einer schwarzen Haube bekleidet, am 13. Juli etwa eine halbe Stunde nach 19 Uhr wieder in der Rue des Cordeliers an. Unter dem Gewand hatte sie das Messer versteckt. Außerdem hatte sie ein vorbereitetes Billet bei sich, in dem sie ihre Hoffnung ausdrückte, von Marat empfangen zu werden, da sie ihm wichtige Dinge zu enthüllen habe. Die Pförtnerin wollte die Fremde abweisen, doch konnte diese sich an der Angestellten vorbei ins Haus drängen. Simone Évrard öffnete auf den Lärm hin die Wohnungstür, versuchte aber Charlotte Corday erneut den Eintritt zu verwehren. Marat saß gerade in einer Wanne im Badezimmer, weil das Wasser, in dem sich Heilkräuter befanden, den durch seine Hautkrankheit ausgelösten Juckreiz linderte. Er hörte den lauten Wortwechsel am Eingang und befahl, dass die Besucherin zu ihm geführt werden solle. Daraufhin ließ Simone Évrard sie zu Marat vor und ließ die beiden allein.
Der Revolutionsführer hatte ein feuchtes Handtuch um seine ungepflegten Haare gewickelt und seinen Oberkörper mit einem Tuch bedeckt; nur seine Schultern, sein Gesicht und sein rechter Arm waren sichtbar. Es kam zwischen ihm und seiner Besucherin zu einem etwa viertelstündigen Gespräch, dessen Ablauf nur aus den Aussagen der Attentäterin vor dem Revolutionstribunal bekannt ist. Demnach berichtete sie dem Präsidenten der Jakobiner von einem in Caen geplanten Aufstand. In der Wanne sitzend, notierte er auf einem Schreibbrett die Namen der nach Caen geflüchteten Girondisten, die sie ihm angab. Als Marat der vermeintlichen Denunziantin versprach, alle Genannten innerhalb weniger Tage auf der Guillotine hinrichten zu lassen, zog Charlotte Corday das Messer aus ihrem Dekolleté und stach ihn so heftig in die Brust, dass die Lunge, die linke Herzkammer und die Aorta zerrissen wurden. Nur noch der Holzgriff der Mordwaffe ragte aus seinem Brustkorb. Marat rief nach seiner Freundin um Hilfe, die herbeihastete. Charlotte Corday konnte zunächst aus dem Badezimmer flüchten. Es kam zwischen ihr und einigen Bediensteten zu einem Gerangel. Ein Falzer des Ami du Peuple, Laurent Bas, schlug sie mit einem Sessel nieder, woraufhin sie bald festgenommen wurde. Marat war noch am Leben, als er aus der Wanne gezogen wurde, starb aber kurz danach.
Noch in der Wohnung des Ermordeten unterzogen die Polizei und Abgeordnete des Komitees für Öffentliche Sicherheit die Attentäterin einem ersten Verhör. Bei ihrer Durchsuchung wurde ihr Brief an das französische Volk in ihrem Korsett gefunden. Sie blieb gelassen und sagte aus, dass sie die Tat aus eigenem Entschluss und allein ausgeführt habe. Gleichzeitig bestritt sie, unter den Girondisten Komplizen gehabt zu haben. In der Nacht auf den 14. Juli 1793 fand ihre Überführung in das Prison de l’Abbaye statt, wobei sie von der Polizei davor geschützt werden musste, sofort von aufgebrachten, sie schmähenden Bürgern gelyncht zu werden.

## Prozess und Hinrichtung
Noch am Tag von Charlotte Cordays Überstellung in das Abbaye-Gefängnis verfügte der Konvent, dass ihre Mordtat vor das Revolutionstribunal gebracht werden solle. Als ihre angeblichen Komplizen standen der konstitutionelle Bischof Claude Fauchet und der Abgeordnete Lauze de Perret ebenfalls unter Anklage. Fauchet wurde der Unterstützung der Aufstandsbewegung der Girondisten in Caen beschuldigt; außerdem habe er Marats Mörderin den Zugang zum Konvent ermöglicht. Zu diesem Zweck soll sie sich gleich nach ihrer Ankunft in Paris, da sie dort niemanden kannte, an den Bischof gewandt haben. Dieser bestritt die auf einer sehr zweifelhaften Zeugenaussage beruhenden Vorwürfe energisch. Auch die Hauptangeklagte blieb bei ihrer Darstellung, dass sie keinerlei Mithelfer gehabt hatte. Brieflich gab sie die Auskunft, dass sie Fauchet kaum gekannt und nicht geschätzt habe. Fauchet und Lauze de Perret wurden zunächst freigelassen, später aber wegen ihrer politischen Tätigkeit als Girondisten erneut verhaftet und am 31. Oktober 1793 hingerichtet.
In einem Brief an das Komitee für Öffentliche Sicherheit beklagte sich Charlotte Corday über ihre allzu strenge Überwachung, die ihr keinerlei Privatsphäre lasse. Am Morgen des 16. Juli 1793 erfolgte ihre Verlegung in eine andere Haftanstalt, die Conciergerie. Am Abend desselben Tages verfasste sie einen Brief an den Deputierten Barbaroux, in dem sie den Mord am Ami du Peuple rechtfertigte; dieses Schreiben wurde freilich nicht an den Adressaten weitergeleitet, sondern den Prozessakten beigefügt. Ebenfalls noch am 16. Juli schrieb sie ihrem Vater und bat ihn um Vergebung, dass sie ohne seine Erlaubnis über ihr Leben verfügt habe; er solle sich über ihr Los freuen, dessen Ursache so schön sei, und folgenden Vers von Corneille nicht vergessen: „Verbrechen macht Schmach und nicht das Blutgericht.“
Am Morgen des 17. Juli 1793 erschien die Angeklagte zur Verhandlung ihres Falles vor dem Revolutionstribunal. Zu ihrem Verteidiger hatte sie sich den Girondisten Louis-Gustave Doulcet de Pontécoulant gewünscht, doch kam der an diesen gerichtete Brief zu spät an. An seiner Stelle bestellte der Präsident des Tribunals, Jacques Bernard Marie Montané, den Jakobiner Claude François Chauveau-Lagarde zu ihrem Verteidiger, der später auch Marie-Antoinette vertreten sollte. Als öffentlicher Ankläger trat Antoine Quentin Fouquier-Tinville auf. Marats Lebensgefährtin Simone Évrard wurde als erste Zeugin einvernommen. Während des Prozesses zeigte Charlotte Corday große Ruhe und Gelassenheit. Sie glorifizierte die Ermordung Marats als patriotische Tat, und ihre kurzen, unerschrockenen Antworten auf die Fragen der Richter riefen unter den Zuhörern Erstaunen und Bewunderung hervor. Wohl in Anspielung auf eine Äußerung Robespierres vor der Hinrichtung König Ludwigs XVI. sagte sie: „Ich habe einen Menschen getötet, um Hundert-Tausende zu retten.“ Als ein Gerichtsdiener ihr aber die blutbefleckte Mordwaffe überreichte, reagierte sie erschreckt, stieß das Messer zurück und bestätigte mit unsicherer Stimme, dass sie es wiedererkenne. Über ihr Verhalten im Prozess urteilten Zeitgenossen: „Bey dem ganzen Verhör vermied die Beklagte sorgfältig alles, was zum Nachtheile eines Dritten ausgelegt werden konnte.“
Um jeden Anschein von patriotischem Idealismus zu vertuschen, wünschte der Ankläger Fouquier-Tinville, dass Chauveau-Lagarde im Namen seiner Mandantin auf Geisteskrankheit plädierte. Der für die Tat viel Verständnis aufbringende Verteidiger weigerte sich jedoch. Gegen 13 Uhr erfolgte die Urteilsverkündung, laut der über Charlotte Corday die Todesstrafe verhängt wurde. Die Verurteilte war mit ihrem Anwalt sehr zufrieden und bedankte sich bei ihm für seine Bemühungen.
Während der Verhandlung hatte der Maler Johann Jakob Hauer auf Wunsch Charlotte Cordays ein Porträt von ihr begonnen, das er während ihrer letzten Stunden in ihrer Gefängniszelle in der Conciergerie fertigstellte. Auf diesem Bild erscheint sie völlig ruhig. Sie bat den Künstler anschließend, eine kleine Kopie davon herzustellen, die ihre Familie erhalten sollte.
Bis zum Schluss blieb Charlotte Corday äußerst gefasst und unerschütterlich. Die Ablegung der Beichte vor einem zu ihr gesandten Priester lehnte sie höflich ab, da sie Marats Ermordung nicht als Sünde betrachtete. Der Scharfrichter Sanson erschien mit seinen Helfern in ihrer Zelle. Ihr langes Haar wurde bis zum Nacken abgeschnitten, und sie musste wie alle verurteilten Mörder ein rotes Hemd anziehen. Am Abend des 17. Juli 1793, vier Tage nach ihrem Attentat, musste sie zusammen mit ihrem Henker in einem offenen Karren den Weg von der Conciergerie zu ihrem Hinrichtungsort, der Place de la Révolution (der heutigen Place de la Concorde) antreten. Unterwegs wurde sie von zahlreichen Schaulustigen beschimpft; sie ließ die Schmähungen gleichmütig über sich ergehen. Während der Fahrt zum Schafott ging ein Gewitterregen nieder, doch noch vor dem Erreichen der Enthauptungsstätte machten die Wolken wieder der Sonne Platz. Gegen 19 Uhr wurde Corday schließlich guillotiniert, nachdem sie noch selbst ihren Kopf unter dem Beil zurechtgelegt hatte. Nach der Exekution der erst 24-jährigen Delinquentin hob ein Henkersknecht namens Legros ihren abgeschlagenen Kopf aus dem Korb, zeigte ihn der Menge und versetzte ihm einen Schlag. Augenzeugen berichteten, dass die Wangen der Toten vor Empörung errötet seien. Der Schlag wurde als inakzeptable Verletzung der selbst bei Hinrichtungen geltenden Etikette betrachtet und Legros mit drei Monaten Gefängnis bestraft.
Charlotte Cordays Leiche wurde in einem Massengrab nahe Ludwig XVI. beerdigt; unklar ist, ob auch ihr Kopf mit ihr bestattet oder als Kuriosität zurückbehalten wurde. Angeblich soll sich der Schädel bis ins 20. Jahrhundert im Besitz der Familie Bonaparte und ihrer Nachkommen befunden haben, die ihn von M. George Duruy erworben habe, in dessen Besitz er wiederum über seine Tante gekommen sei.

## Nachwirkung
Charlotte Corday erreichte durch die Ermordung Marats nicht ihr Ziel, Frankreich den Frieden zurückzugeben und die Girondisten wieder an die Macht zu bringen. Im Gegenteil intensivierten die Jakobiner unter der Führung Robespierres während ihrer Schreckensherrschaft 1793/94 ihr schonungsloses Vorgehen gegen politische Gegner, und es fanden Tausende von Hinrichtungen statt. Marat wurde zu einem Helden und Märtyrer der Revolution gemacht, dessen Werk fortgesetzt werden müsse. Seine Büsten und Statuen ersetzten die Kruzifixe und Heiligenbilder, die unter dem neuen Regime nicht länger erwünscht waren. Bereits 1795 endete jedoch dieser posthume Marat-Kult. Später erlangte Charlotte Corday ihrerseits aufgrund ihres politischen Mordes den Status einer Märtyrerin der Konterrevolution. Einige Schriftsteller verglichen sie mit Jeanne d’Arc, und Alphonse de Lamartine widmete ihr ein Buch seiner Histoire des Girondins (1847), in dem er sie als l’ange de l’assassinat (Mordengel) titulierte.
Am 25. April 1855 wurde in Paris Cordays Brief an das französische Volk versteigert. Da zu diesem Zeitpunkt nur drei oder vier Autographen bekannt waren, erzielte der für 300 Fr. aufgerufene Brief schließlich 750 Fr.

## Rezeption in Literatur, Kunst und Musik

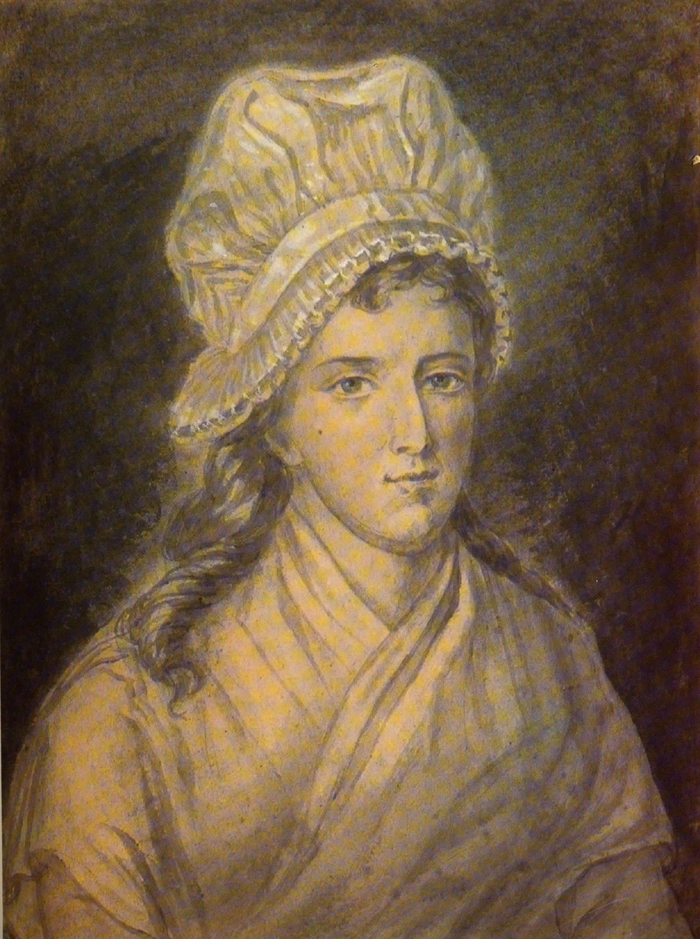
Charlotte Corday von Hauer; Musée Lambinet, Versailles

### Literarische Bearbeitungen
Sofort nach der Ermordung Marats und der Hinrichtung seiner Attentäterin setzte eine umfangreiche Bearbeitung dieses Themas in der Literatur und bildenden Kunst ein. In Frankreich gab es anfangs unter dem Regime der Jakobiner (1793/94) fast ausschließlich Marat lobpreisende Darstellungen. Das Attentat auf den „Volksfreund“ einschließlich seiner Verherrlichung war der Gegenstand zahlreicher Aufführungen an Pariser Theatern (z. B. Jean-François Barrau, La mort de Marat, 1794). Aus der damaligen französischen Ära blieben nur zwei für Charlotte Corday Partei ergreifende Werke erhalten: ein Gedicht des als Opfer Robespierres guillotinierten André Chénier und ein 1794 entstandenes, aber damals nicht publiziertes Drama des Girondisten Jean-Baptiste Salle, der ebenfalls nicht lange danach hingerichtet wurde. Diese Tragödie schildert nur das Verhör und den Tod der Attentäterin, nicht aber die Vorgeschichte und die Ermordung Marats. Schon im Juli 1793 hatte der Mainzer Abgeordnete Adam Lux, der Zeuge von Cordays letztem Gang zu ihrer Exekution gewesen war und ihre Tat guthieß, eine Broschüre unter dem Titel Charlotte Corday veröffentlicht und war dafür selbst auf dem Schafott gelandet. Aber auch deutsche Autoren, welche die Französische Revolution begrüßten, äußerten sich zunächst über Cordays Tat äußerst missbilligend, während sie Wieland im Deutschen Merkur bereits weniger scharf verurteilte. In poetischen Darstellungen von Klopstock und Gleim erscheint Charlotte Corday als Heldin; sie wird hier mit Caesars Mörder Brutus verglichen und diesem vorgezogen. Der englische Dramatiker Edmund John Eyre schuf 1794 die Tragödie The Maid of Normandy, in der das Scheitern von Cordays mit ihrem Attentat verknüpften politischen Hoffnungen gezeigt wird.
Nach der Beseitigung der Willkürherrschaft Robespierres entstanden in Frankreich literarische Bearbeitungen von Cordays Tat, in denen sie positiver als bisher, teilweise sogar heldenhaft dargestellt wurde. Jean Antoine Brun, genannt Lebrun-Tossa, schrieb 1796 eine l’Apothéose de Charlotte Corday. Im 1797 veröffentlichten dreiaktigen Drama Charlotte Corday, ou la Judith moderne, dessen Verfasser unbekannt ist, erscheint sie wie die Heroin des Alten Testaments als Erlöserin ihrer Nation. Die Ablehnung des Priesters durch die im Kerker sitzende Delinquentin wurde öfters thematisiert, so etwa in der aus der Feder des Freiherrn Renatus Karl von Senckenberg stammenden Tragödie Charlotte Corday oder die Ermordung Marats (1797; bald danach ergänzt durch das Kurzepos Carolina Cordæa). Der anfangs der Französischen Revolution enthusiastisch, seit dem Regime der Jakobiner aber ablehnend gegenüberstehende deutsche Schriftsteller Jean Paul porträtierte Corday in seiner Novelle Der 17. Juli oder Charlotte Corday (1801) als Heilige. Die deutsche Dramatikerin Engel Christine Westphalen, die Flüchtlinge der Französischen Revolution betreute, verfasste nach antikem Vorbild das Werk Charlotte Corday (1804) und bezog erstmals die Figur des Adam Lux in die Handlung ein. Verschiedene Autoren betteten den Corday-Stoff in größere politische Zusammenhänge ein oder dichteten der Titelheldin einen Liebhaber an, etwa einen der verfolgten Girondisten.
In der erfolgreichen dreiaktigen Prosa-Tragödie Sept heures, ou Charlotte Corday (1829) von Victor Henri Joseph Brahain Ducange und Auguste Anicet-Bourgeois (deutsch Ludwig Meyer, Charlotte Corday oder Marats Tod, 1833) hat die Attentäterin persönliche Gründe für den Mord, der überdies durch Marats erpresserische Liebesintrige übermotiviert ist. 1840 schrieb Henri-François-Alphonse Esquiros den zweibändigen Roman Charlotte Corday. Louise Colet fügte dem Stoff in ihrem 1842 erschienenen Drama Charlotte Corday et Madame Roland einige neue dichterische Motive hinzu. Der französische Dramatiker François Ponsard schrieb, wohl angeregt durch Lamartines oben erwähntes Werk über die Geschichte der Girondisten, das Stück Charlotte Corday, das 1850 am Théâtre-Français uraufgeführt wurde. Am Ende dieser Tragödie muss Corday erfahren, dass ihre Tat das Terrorregime nicht hat beenden können, so dass sie als zweifelnde Gesinnungstäterin in den Tod geht.
Zu den im 20. Jahrhundert zu dem Thema erschienenen Werken gehört u. a. das 1931 von der österreichischen Lyrikerin und Erzählerin Erika Mitterer verfasste Drama Charlotte Corday. Das von Pierre Drieu la Rochelle stammende dreiaktige Stück Charlotte Corday (1944), das während des Zweiten Weltkriegs in Südfrankreich aufgeführt wurde, zeigt die Titelheldin als eifrige Republikanerin, die sich durch Marats Ermordung eine Rettung der Revolution und das Verhindern ihres Abgleitens in eine Tyrannis erhofft. In Peter Weiss’ Theaterstück Die Verfolgung und Ermordung Jean Paul Marats dargestellt durch die Schauspielgruppe des Hospizes zu Charenton unter Anleitung des Herrn de Sade (1964) erscheint Charlotte Corday als komische, somnambule Figur. 1988 schrieb Sibylle Knauss den biographischen Roman Charlotte Corday.

### Künstlerische und musikalische Bearbeitungen
Der mit Marat befreundete französische Maler Jacques-Louis David stellte in seinem Gemälde Der Tod des Marat (1793) den Toten in ikonenhafter Pose in dessen Badewanne dar. Er zeichnete ihn in seinem aus der Unmenge an bildnerischen Bearbeitungen dieses Themas herausragenden Kunstwerk als Märtyrer der Revolution. Aus einem ganz anderen Blickwinkel sah Paul Baudry in seinem Gemälde Charlotte Marie-Anne Corday aus dem Jahr 1860 sowohl dem Titel nach als auch in der Interpretation die Tat: Corday, anstatt Marat, wurde handelnde Heldin. Der Maler Johann Jakob Hauer war als Kommandant für die öffentliche Sicherheit und Ordnung in der Section Théâtre-Français zuständig und konnte daher die prominenten Gefangenen besuchen. Von ihm liegt das erwähnte realistische Porträt Charlotte Cordays vor.
Der Komponist Josef Schelb (1894–1977) machte Charlotte Corday auf der Grundlage eines Librettos von Friedrich Baser zur Heldin seiner Oper Charlotte Corday (1940–1943). Charlotte Corday ist auch der Titel einer Oper in drei Akten von Lorenzo Ferrero nach einem Libretto von Giuseppe Di Leva, geschrieben anlässlich des 200. Jahrestages der Französischen Revolution, der 1989 gedacht wurde. Der schottische Sänger und Komponist Al Stewart veröffentlichte 1993 in seinem Album Famous Last Words den Song Charlotte Corday, der vom Geist Cordays auf der Suche nach Vergebung handelt.

## Briefe
- Charlotte de Corday d’Armont: Véritables lettres de Marie-Anne-Charlotte Corday, écrites à son père, à Barbaroux, et autres scélérats qui avoient connoissance de son crime, suivies de la conduite qu’elle a tenue jusqu’à l’échafaud. Lachave, Paris (Gallica.bnf.fr).
- III. Scharlotte Korday. Korday an ihren Vater. In: Der Deutsche Merkur / Der Teutsche Merkur / Der Neue Teutsche Merkur, Jahrgang 1793, S. 950 (online bei ANNO). (Zeitgenössische deutsche Übersetzung.)
- III. Scharlotte Korday. Korday an den Konvents-Deputierten Barbaroux. In: Der Deutsche Merkur / Der Teutsche Merkur / Der Neue Teutsche Merkur, Jahrgang 1793, S. 951 (online bei ANNO). (Zeitgenössische deutsche Übersetzung.)